# District d'Hennebont
Le district d'Hennebont est une ancienne division territoriale française du département du Morbihan de 1790 à 1795.
Il était composé des cantons de Hennebont, Bubry, Inguiniel, Guidel, Kervignac, Languidic, Lorient, Plouay, Pont Scorff et Port Liberté.